# Goumois
Goumois est un village franco-suisse situé dans le massif du Jura. Traversé par un pont qui fait office de frontière et possédant un poste de douane, Goumois possède une partie française et une partie suisse. Chaque côté a sa propre administration (mairie, etc.) :
- Goumois, commune française du Doubs[2] ;
- Goumois, ancienne commune suisse du canton du Jura. Le village fait aujourd'hui partie de la commune de Saignelégier[3] ;